# Canthocamptus tasmaniae
Canthocamptus tasmaniae é uma espécie de crustáceo da família Canthocamptidae.
É endémica da Austrália.